# Iglesia ortodoxa montenegrina

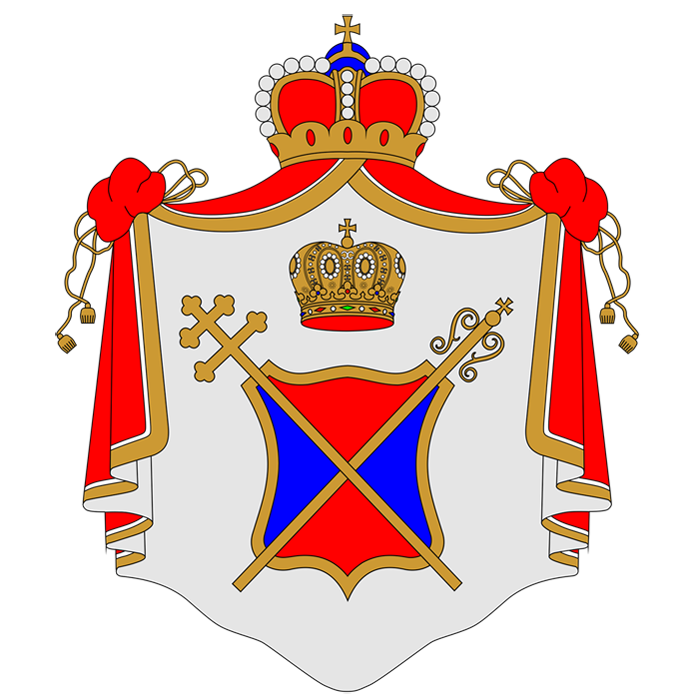
Escudo de armas de la Iglesia ortodoxa montenegrina

La Iglesia ortodoxa montenegrina es una iglesia cristiana ortodoxa activa en Montenegro y en la diáspora montenegrina (mayormente en Serbia), la cual no mantiene lazos canónicos con la mayoría de las iglesias ortodoxas, debido a que esta iglesia no es reconocida canónicamente por el Patriarcado Ecuménico de Constantinopla.
Fue restaurada en 1993 por el monje Antonije - Abramović - , un monje montenegrino perteneciente al Montasterio de Decani (Kosovo) de la Iglesia ortodoxa de Serbia, quien fue proclamado como Metropolita de Montenegro y Primado de la Iglesia ortodoxa montenegrina. Esta última afirma ser sucesora de la Iglesia montenegrina autocéfala que existió hasta la anexión del Reino de Montenegro al Reino de los Serbios, Croatas y Eslovenos el 26 de noviembre de 1918, tras el final de la Primera Guerra Mundial. Luego de las Guerras yugoslavas, y cuando ya se comenzaba a perfilar más claramente el proceso independentista de Montenegro, fue reconocida como Iglesia Ortodoxa Nacional por parte de la República de Montenegro en 1999.
De acuerdo con una encuesta hecha en 2009 por CEDEM (Centre for Democracy and Human Rights), un 29,36 % de los cristianos ortodoxos de Montenegro adherían a la Iglesia ortodoxa montenegrina, mientras que el 70,64 % restante declaraban pertenecer a la Iglesia ortodoxa de Serbia canónica; si bien estos números parecieran indicar una clara preferencia de los montenegrinos por la Iglesia Serbia, es menester tener en cuenta que la Iglesia Montenegrina sólo pudo recuperar unos 30 templos de los 600 que fueron de su propiedad hasta el año 1918, y que hoy - pese a la independencia del país - continúan en manos del Patriarcado Serbio.
Durante el transcurso de enero de 2019, con el reconocimiento de la Iglesia ortodoxa de Ucrania -como la legítima Iglesia de Ucrania - por parte del Patriarcado de Constantinopla y con la revisión del carácter autocéfalo de la Iglesia de Macedonia del Norte por parte del Patriarcado Búlgaro, la Iglesia Ortodoxa Montenegrina se muestra más optimista en poder recuperar su antiguo carácter de Iglesia Autocéfala.

## Historia
La Iglesia ortodoxa en Montenegro, hunde sus raíces históricas en la antigua Diócesis de Zeta, conocida como Metrópolis de Montenegro, la cual sería erigida en 1219 por San Sava, quien fuese primer Arzobispo Primado de la Iglesia Ortodoxa Serbia, fue la diócesis más grande de la Iglesia Ortodoxa Serbia en el Montenegro moderno. Tras la proclamación del Patriarcado serbio de Peć en 1346, el obispado de Zeta fue una de las varias eparquías elevadas al rango honorario de metropolitana, por decisión del consejo estatal-eclesiástico, celebrado en Skopje y presidido por el emperador serbio Stefan Dušan.
En 1496, la Eparquía de Cetiña, así como otras eparquías de la Iglesia Ortodoxa Serbia, continuaron existiendo bajo el nuevo dominio otomano. De 1557 a 1766, la eparquía estuvo bajo la jurisdicción constante del Patriarcado serbio de Peć.
Desde el año 1516, con la muerte de Iván el Negro, el Obispo de Montenegro comenzó a ejercer el gobierno civil sobre las tribus de Montenegro, de hecho su autoridad era "supra-tribal", lo que daba cierta centralidad no solo espiritual sino también gubernamental a los montenegrinos que resistían al Imperio otomano. El Obispo de Montenegro era elegido de entre las distintas tribus y luego de su muerte se elegía a otro perteneciente a otra tribu, haciendo de esta forma un gobierno rotativo, este sistema imperó hasta el año 1697 cuando se estableció la dinastía episcopal de los Petrovic fundada por el Metropolita Danilo I. Esta particular dinastía era posible gracias a la sucesión de tíos a sobrinos, puesto que los Obispos al ser monjes, carecían de hijos.
Quién explica de manera magistral la situación eclesiástica y política en la que debió conducirse la Iglesia ortodoxa de Montenegro en aquella época, no es ni un erudito montenegrino, ni serbio, sino uno de los últimos grandes santos rusos, el Arzobispo San Juan Maximóvich de la Iglesia ortodoxa rusa fuera de Rusia, quién escribió al respecto: 

“ … (el Patriarcado Ecuménico) … llegaría a la cúspide de su expansión territorial hacia finales del siglo XVIII; ya que en aquel tiempo incluía toda Asia Menor, la totalidad de la península Balcánica conjuntamente con sus islas contiguas - con excepción de Montenegro - desde que las otras Iglesias Independientes de los Balcanes fueran disueltas para pasar a formar parte del Patriarcado Ecuménico de Constantinopla. El Patriarca Ecuménico había recibido de parte del Sultán Turco, incluso antes de la toma de Constantinopla, el Título de «Millet Bash», es decir, cabeza del pueblo, y por ende fue considerado cabeza de la totalidad de la población ortodoxa del Imperio turco”
(del artículo The Decline of the Patriarchate of Constantinople escrito en 1938 por San Juan Maximóvich, en ocasión del Segundo Sobor de toda la diáspora de la Iglesia ortodoxa rusa fuera de Rusia -ROCOR-)

Una de las más notorias particularidades de la Iglesia montenegrina de la era del Vladikato (gobierno de los obispos o vladikas) es que su Metropolita ocupaba genuinamente el lugar de máxima autoridad civil, hecho inédito en toda la Europa ortodoxa. La Iglesia de Montenegro, ejercería un exitoso gobierno teocrático por más de tres siglos, y sin embargo, mostró una gran tolerancia religiosa. Existen pequeñas capillas - y aún hoy quedan algunas - erigidas durante aquella época las cuales cuentan con dos altares, uno ortodoxo, y otro católico. Estas capillas fueron levantadas para uso común de ambas comunidades cristianas que se encontraban amenazadas por los turcos islámicos.
Otra particularidad notoria de la Iglesia ortodoxa Montenegrina, es que sus obispos, y algunos monjes, participaban activamente durante la guerra, cosa realmente extraña a la tradición bizantina de los pueblos vecinos. San Pedro de Cetiña, era famoso por comandar personalmente su ejército durante las batallas.
Los clérigos seculares (sacerdotes casados) no usaron anterí (sotana), ni barba, hasta muy entrado el siglo XIX; debido a que ellos - a causa de la escasa población montenegrina - tenían que combatir, muy a menudo personalmente, contra los turcos para defender a los suyos. Por esta razón los sacerdotes solían vestir como seglares, portar armas y usar el tradicional bigote montenegrino, con el objeto de no ser identificados como sacerdotes por el invasor islámico si eran tomados prisioneros, lo que les ocasionaría, en caso de ser reconocidos, unas largas e inenarrables sesiones de tortura antes de ser ejecutados.
Pero volviendo al tema de los argumentos históricos en el que se basa la erección legal y constitucional de la Iglesia ortodoxa de Montenegro, podemos encontrarlos claramente expuestos por el afamado erudito Valtazar Bogosic, en su libro (Pravni obicaji u Crnoj Gori, CANU, 1984, p. 238) en el cual sostiene que: “La Iglesia ortodoxa montenegrina es una eparquía independiente y autocéfala, la cual no tiene otro lazo legal con las otras Iglesias autocéfalas, excepto en la paz y el amor”, en la misma sintonía se expresaba el respetado historiador y canonista ortodoxo, Dr. Nikodin Milas en su libro Pravoslavno crkveno pravo (1890, Zadar, p. 137, 237) allí él se refiere al catálogo llamado Sintagma, el cual se trata de un listado en el que figuran todas las Iglesias Ortodoxas reconocidas de aquel tiempo. En el Sintagma editado en Atenas en el año 1855, con la aprobación del Patriarcado de Constantinopla, la “Metrópolis Autocéfala de Montenegro (Autokefalna Mitropolija Crnogorska)” es listada en noveno lugar.
Algunos historiadores serbios, como el Prof. Cupic, distinguen dos períodos dentro de la historia de la Iglesia ortodoxa autocéfala de Montenegro: el primer período comprende el tiempo anterior al reconocimiento de su independencia por parte del Santo Sínodo de la Iglesia ortodoxa rusa, mientras que el segundo período abarca el tiempo de plena independencia posterior a dicho reconocimiento. La gran mayoría de los estudiosos que escribieron sobre este tema están de acuerdo en que: “con la abolición del Patriarcado de Peć en 1766, Sava (Petrovic Njegos) se proclamó Metropolitano independiente, y la Iglesia ortodoxa de Montenegro continuó sus actividades independientes respaldada por la Iglesia ortodoxa rusa, quién reconoció su autocefalía durante el tiempo de Petar I (Petrovic Njegos)”; esto explica la razón por la cual los Metropolitas Montenegrinos recibían su consagración episcopal en la ciudad rusa de San Petersburgo, y no en Serbia.
El último Metropolita de la Dinastía Petrovic, fue Vladika Petar II, quién gobernaría desde 1830 a 1851, con su muerte moriría también la última teocracia europea, a excepción obvia del Estado Vaticano. Metropolita Petar II sería sucedido por su sobrino Danilo I, quién se negó a ser consagrado obispo y asumió su gobierno como príncipe secular (Knjaz). A partir del gobierno del Knjaz Danilo se separa la Iglesia del Estado.
Con el proceso de conformación del Reino de Yugoslavia, se formó la unificación de todas las jurisdicciones ortodoxas orientales dentro de las fronteras del nuevo estado. La decisión inicial de incluir a las diócesis de Montenegro en el proceso de unificación eclesiástica que fue tomada el 29 de diciembre de 1918 por el Santo Sínodo, compuesto por los tres jerarcas de Montenegro: Mitrofan Ban de Cetiña, Kirilo Mitrović de Nikšić y Gavrilo Dožić de Peć. Ese día, el Santo Sínodo se reunió en Cetiña y aceptó por unanimidad la siguiente propuesta: "La Santa Iglesia Ortodoxa Serbia independiente en Montenegro se unirá a la Iglesia Ortodoxa autocéfala en el Reino de Serbia".
Cabe mencionar que el Reino de Montenegro desaparecería como Estado Soberano para pasar a formar parte del Reino de Yugoslavia. Es en ese contexto político que desaparece de la historia la Iglesia ortodoxa montenegrina. El último Metropolita de la Iglesia ortodoxa montenegrina de este período fue Vladika Mitrophan Ban.

### Creación de la Iglesia ortodoxa Montenegrina
Las primeras ideas sobre la creación de una iglesia ortodoxa de etnia montenegrina se originaron fuera de Montenegro a mediados del siglo XX, en un momento en que fascistas montenegrinos y colaboracionistas liderados por Sekula Drljević, intentaron crear un Estado Independiente de Montenegro y se reunieron bajo los auspicios del régimen Ustasha en el Estado Independiente de Croacia, que llevó una política extrema antiserbia y antisemita.
En la actualidad la iglesia ortodoxa montenegrina se utiliza en contraposición de la iglesia ortodoxa serbia.

## Actualidad
En 1993, se realiza el primer movimiento prorrestauración de la Iglesia Ortodoxa de Montenegro luego de 73 años de desaparición. Esto se da en el marco de la dramática disolución de Yugoslavia. Su primer Metropolita fue Vladika Antonije (Antonio) quien asumiría sus funciones pastorales en la Iglesia Ortodoxa Montenegrina entre los años 1993 y 1996, Metropolita Antonije fue un monje montenegrino tonsurado en 1933 en el Monasterio de Decani (Kosovo) y el cual ejercería por muchos años su trabajo pastoral dentro de la Iglesia ortodoxa de Serbia, y luego, cuando debió emprender su camino al exilio en el año 1961, terminaría sirviendo en la Orthodox Church of America (O.C.A.) -en Canadá-, país desde donde regresó a Montenegro para asumir la restauración de la Iglesia.
En 1997, luego de su muerte, fue sucedido por otro clérigo montenegrino, el cual ejercía su trabajo pastoral en Roma, en la Catedral de San Andrés (Patriarcado Ecuménico), su nombre era Padre Mihailo.
El Padre Mihailo sería tonsurado como monje y elevado al rango de Archimandrita por la Iglesia ortodoxa macedonia, en tanto que sería consagrado al Episcopado por 7 obispos del Patriarcado Búlgaro, quien en aquellos años se encontraba dividido en dos facciones. El 15 de marzo de 1998 se realizó su consagración episcopal en la Ciudad de Sofía. Poco tiempo después de su Consagración episcopal, el cisma dentro de la Iglesia Búlgara se subsanó, y los obispos consagrantes de Vladika Mihailo fueron aceptados en sus rangos dentro del Patriarcado Búlgaro dónde siguen ocupando sus cargos hasta el día de la fecha.
Metropolita Mihailo fue entronizado en Cetiña, antigua capital de Montenegro, el 31 de octubre de 1998. La posición de la Iglesia Ortodoxa Montenegrina se ha consolidado sustancialmente luego de la independencia del país en el año 2006.
Con el advenimiento de la independencia de Montenegro, la Iglesia Ortodoxa Montenegrina, comenzaría un proceso de consolidación también entre su diáspora. En este contexto, Metropolita Mihailo, al cumplir el décimo aniversario de su entronización como cabeza de la Iglesia de Montenegro, procede a consagrar (31-10-2008) al episcopado, junto a Vladika Symeon (Minihofer) -antiguo miembro del Sínodo Griego Vetero calendarista de Kyprianos -, a Vladika Gervasio (Patarov), Obispo de Nevrokop, - del Sínodo Alternativo Búlgaro -, y a otro Obispo, al actual Vladika Gorazd, como Obispo para Argentina, donde existe una organizada comunidad ortodoxa montenegrina en la Provincia del Chaco.
En 2010, el Sínodo de la Iglesia Ortodoxa de Montenegro estaba compuesto por tres Obispos: 
1. Su Beatitud Metropolita Mihailo de Cetiña y todo Montenegro;
2. el arzobispo Symeon de Kotor;
3. el obispo Gorazd, para la Eparquía de Argentina.

El 28 de diciembre de 2019, el presidente de Montenegro Milo Đukanović firmó la Ley de Libertad Religiosa, aprobada por el  Parlamento de Montenegro con una mayoría de 45 diputados sobre un total de 81 diputados. La ley exige que las comunidades religiosas presenten sus documentos probatorios de sus propiedades con anterioridad al 1 de diciembre de 1918. Todos los inmuebles y propiedades de los cuales se carezca de documentos pasarán a ser registrados como “bienes públicos” y “herencia cultural de todos los ciudadanos”. La fecha de 1918 marca la anexión de Montenegro por Serbia y su incorporación al Reino de los Serbios, Croatas y Eslovenos, que pasaría a llamarse Reino de Yugoslavia en 1929. El sentimiento anti-serbio y uso de la fuerza por parte del gobierno culminó en su crecimiento con dicha ley en el momento que el obispo Joanikije y siete sacerdotes de Niksic (Montenegro) pertenecientes a la Iglesia Ortodoxa Serbia, fueron detenidos por el fiscal hasta 72 horas, lo que provocó una mayor indignación en la población de Montenegro y en los países vecinos.

## Relación con la Casa Real de Montenegro
Un hito histórico aconteció durante las sesiones ordinarias del Santo Sínodo - del 31 de octubre de 2011 - cuando el Obispo de Argentina, Vladika Gorazd, presentó a consideración de los Obispos presentes la moción de restaurar la ancestral costumbre bizantina de nombrar al Príncipe en las Ektenias (Letanías) de la Divina Liturgia. Dicha petición se fundamentó en dos importantes hechos:
1. En la promulgación por parte del Parlamento acerca de la Ley sobre el Estatus de los miembros de la Casa de Petrović-Njegoš, sancionada el 12 de julio de 2011, a partir del cual el Príncipe Nikola II, goza de un trato protocolar especial por parte del Estado Montenegrino, lo cual significa de facto y de derecho, un importante grado de reconocimiento gubernamental
2. En el profundo e innegable rol que desempeñó la Casa de Petrović-Njegoš en la conformación de la identidad espiritual, cultural y nacional de Montenegro.

La propuesta se aprobó por unanimidad, con lo cual la Iglesia de Montenegro, en la actualidad, es la única Iglesia Ortodoxa —que en el siglo XXI— nomina a un Príncipe de Fe ortodoxa en sus Liturgias, luego de casi 40 años de que la última monarquía ortodoxa fuese derrocada en Grecia, y a 95 años del golpe de Estado que envió al Rey Nikola I al exilio y que anexara el Reino de Montenegro al Reino de Yugoslavia.
Como consecuencia de la aprobación y promulgación de esta Resolución Sinodal, el actual Príncipe de Montenegro, Nikola II Petrovic-Njegos, deberá ser nominado en todas las Divinas Liturgias celebradas por la Iglesia Ortodoxa Montenegrina.
Cabe mencionar que en los últimos tiempos, la Casa Real de Montenegro mantiene cordiales y estrechas relaciones con la Iglesia Ortodoxa Montenegrina y su Príncipe tiene en gran estima a Su Beatitud el Metropolita Mihailo.

## Tradición Litúrgica
La Iglesia Ortodoxa Montenegrina utiliza, como toda jurisdicción ortodoxa, el Rito bizantino de manera exclusiva; también se rige, como casi todas las Iglesias Ortodoxas eslavas, por el Calendario juliano. La lengua litúrgica de la Iglesia es el eslavo eclesiástico, si bien se usa también la lengua montenegrina en muchos servicios. En la diáspora, en cambio, se utiliza la lengua vernácula del país donde se asienta la comunidad, a fin de posibilitar a las nuevas generaciones, una mayor comprensión de la Liturgia.
La Fiesta del Santo más venerado en Montenegro, es la de San Pedro de Cetiña, el cual se celebra el día 18 de octubre (según el calendario juliano) - 31 de octubre - (según el calendario civil).
Cabe destacar que en la Sesión del Santo Sínodo del año 2011, también hubo algunas importantes precisiones sobre temas litúrgicos, puesto que el Obispo Gorazd de Argentina presentó dos propuestas a consideración del Santo Sínodo:
1. la ratificación del uso del Calendario Juliano como el Calendario Litúrgico de la Iglesia Ortodoxa de Montenegro;
2. traducción del Menologio y demás libros litúrgicos a la lengua montenegrina moderna.

Ambas propuestas fueron aprobadas por el Santo Sínodo, con lo cual la Iglesia de Montenegro reafirmó por un lado su perfil tradicionalista, y por el otro, su fuerte compromiso pastoral de fomentar el uso de la "lengua montenegrina" en la vida de la Iglesia.

## Relaciones con otras Iglesias ortodoxas
La Iglesia Ortodoxa Montenegrina mantiene relaciones canónicas con el Iglesia ortodoxa de Ucrania y la Iglesia ortodoxa de Macedonia del Norte, cuya iglesia tampoco es reconocida por el Patriarcado Ecuménico de Constantinopla.
La Iglesia ortodoxa de Serbia sostiene que Montenegro es parte de su territorio canónico. La creación de una Iglesia ortodoxa montenegrina por decisión del Estado se interpreta por muchos autores como una ruptura forzada de la comunión de las Iglesias locales.
En la actualidad la Iglesia de Montenegro no tiene relación canónica con la Iglesia ortodoxa de Serbia, en consecuencia, tampoco las tiene con los restantes Patriarcados que se solidarizan con el Patriarcado Serbio.
La Iglesia Montenegrina, reclama en la actualidad unos 600 templos que actualmente pertenecen a la Iglesia Serbia, pero más de un tercio de la población del país se adhiere a ella y también la gran mayoría de los ortodoxos.

### Eliminación de santos serbios del calendario
El nuevo calendario litúrgico de la Iglesia Ortodoxa de Montenegro eliminó algunos de los santos 'locales' de la Iglesia Ortodoxa Serbia, incluido San Sava.